# فولکس‌واگن موتوراسپرت
فولکس‌واگن موتوراسپورت (انگلیسی: Volkswagen Motorsport) یک تیم اتوموبیل‌رانی است که در مسابقات رالی قهرمانی جهان و رالی داکار شرکت می‌کرده‌است. مرکز این تیم در هانوفر، آلمان قرار دارد.
این تیم رقابت خود در مسابقات رالی قهرمانی جهان را در سال 1978 آغاز کرد و از مشخصات مختلف فولکس واگن گلف قبل از ترک این ورزش در سال 1990 استفاده کرد. فولکس واگن از سال 2003 تا 2011 در رالی داکار شرکت کرد و در مجموع سه برد را به دست آورد.  این تیم در رالی فنلاند ۲۰۱۱ با یک جفت اشکودا فابیا اس۲۰۰۰ به مسابقات رالی قهرمانی جهان بازگشت و از شروع فصل مسابقات رالی جهانی 2013 تا پایان فصل مسابقات رالی جهانی 2016 با فولکس‌واگن پولو آر دبلیوآرسی به رقابت پرداخت.
در پایان فصل ۲۰۱۶، فولکس‌واگن موتوراسپورت تصمیم گرفت از مسابقات قهرمانی رالی جهانی خارج شود.